# Eckehart Ehrenberg
Eckehart Ehrenberg (* 1944) ist ein deutscher Diplom-Physiker, Politiker und Vorsitzender seiner Partei, der Demokratischen Linken (DL). Ehrenberg trat im Jahr 2006 im Wahlkreis Charlottenburg-Wilmersdorf 5 in Berlin bei der Wahl zum Abgeordnetenhaus an und erzielte 0,6 % der Stimmen. Beruflich ist Ehrenberg Leiter des Forschungsinstituts für Sicherheitspolitik und Internationale Entwicklung. 2005 wurde Ehrenberg einer breiteren Öffentlichkeit bekannt, als er verkündete, dass seine Partei klagen werde, sollten die Parteien „Partei des Demokratischen Sozialismus“ (PDS) und „Arbeit & soziale Gerechtigkeit – Die Wahlalternative“ (WASG) unter dem Namen Demokratische Linke - PDS fusionieren. Ehrenberg war bereits vor der Gründung der DL in der Politik aktiv, in Friedrichshain war er Bezirksverordnetenversammlungsabgeordneter und baupolitischer Sprecher der Sozialdemokratischen Partei Deutschlands (SPD). 1998 verließ Ehrenberg die SPD nach 28-jähriger Mitgliedschaft, um zur Demokratischen Linken Liste (DLL), einer Vorgängerorganisation der DL, überzutreten.